# Federica Montseny

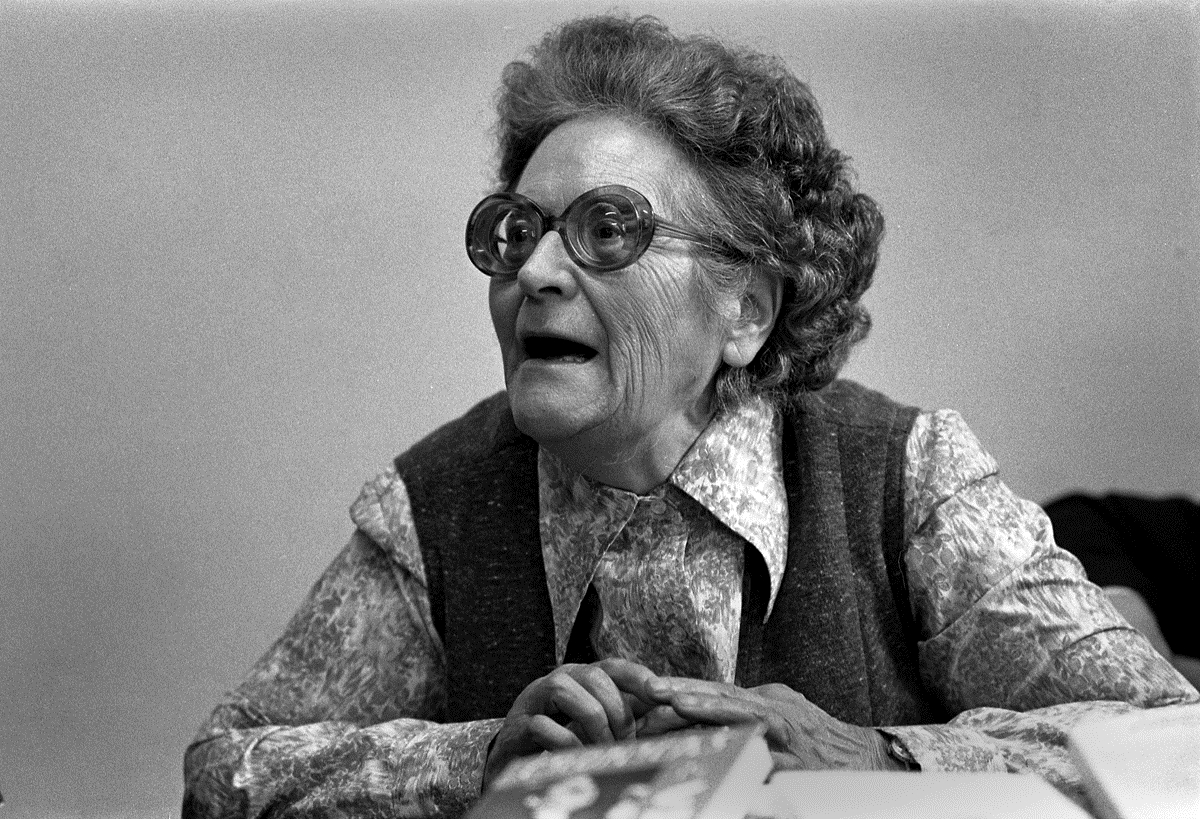
Federica Montseny (1977)

Federica Montseny Mañé  (* 12. Februar 1905 in Madrid; † 14. Januar 1994 in Toulouse) war eine spanische Schriftstellerin, Syndikalistin und Anarchistin sowie Gesundheitsministerin während der Zweiten Spanischen Republik. Sie war die erste Ministerin Spaniens. Montseny veröffentlichte zahlreiche Novellen sowie Schriften zu ethischen und politischen Themen.

## Leben

### Frühe Jahre
Federica Montseny Mañé war die Tochter der beiden Verleger und Anarchisten Juan Montseny (alias Federico Urales) und Teresa Mañé Miravet (alias Soledad Gustavo). Mit 15 Jahren veröffentlichte sie ihre erste Novelle mit dem Titel Horas Trágicas. Ab 1923 schrieb sie für die Zeitung der Gewerkschaft Confederación Nacional del Trabajo (CNT) Solidaridad Obrera und die anarchistische Zeitschrift La Revista Blanca, die von ihren Eltern herausgegeben wurde. Ihr erster Roman La Victoria erschien 1925.
Ab 1930 war sie mit dem Anarchosyndikalisten Germinal Esgleas zusammen, mit dem sie drei Kinder hatte: Vida (1933), Germinal (1938) und Blanca (1942).

### Anarchosyndikalistischer Aktivismus
1931 schloss sich Montseny der CNT an. In der spanischen Gewerkschaftsbewegung nahm sie in den folgenden Jahren eine herausragende Stellung ein, nicht zuletzt aufgrund ihrer rhetorischen Fähigkeiten. 1932 reiste sie längere Zeit durch das Land und trat auf libertären Versammlungen als Rednerin auf.
Ihr Einfluss als anarchosyndikalistische Aktivistin erreichte seinen Höhepunkt 1936, als auf dem CNT-Kongress in Saragossa (1.–15. Mai) ein von ihr unterstütztes anarchokommunistisches Rahmenprogramm beschlossen wurde, in dem den Freien Kommunen die Rolle des politischen Fundaments nach einer libertären Revolution zugesprochen wurde. Auf diesem Kongress wurde gleichzeitig ein u. a. von Diego Abad de Santillán eingebrachter anarchokollektivistischer Alternativvorschlag abgelehnt, der das Fundament der angestrebten libertären Gesellschaftsform in den Betrieben identifizierte.
Zu Beginn der sozialen Revolution nach dem Militärputsch vom 17. Juli 1936 – die im Spanischen Bürgerkrieg mündete – wurde sie Mitglied des Komitees für die iberische Halbinsel (Comité Peninsular) der anarchistischen Föderation Federación Anarquista Ibérica (FAI) und des Nationalkomitees der CNT. Am 4. November 1936 trat sie als Gesundheitsministerin dem Kabinett des Ministerpräsidenten der Zentralregierung Largo Caballero bei. Neben Federica Montseny gehörten die Anarchisten Juan García Oliver (Justiz), Juan Peiró (Industrie) und Juan López Sánchez (Handel) diesem Kabinett an. Die CNT-FAI traten entgegen ihren Grundprinzipien in die Regierung ein, um den Zugang zu Waffen und Lebensmitteln für die anarchistischen Milizen an der Front sicherzustellen.

### Rolle in der Regierung
Da Federica Montseny nur bis zum 17. Mai 1937 im Amt blieb, war die Wirkung der von ihr eingeleiteten Maßnahmen begrenzt. Darunter befanden sich ein Reformkonzept für Kinderheime, öffentliche Küchen für Schwangere, Maßnahmen gegen die Prostitution, eine Auflistung von Berufen, die körperbehinderte Menschen ausüben können, und das erste Gesetzesvorhaben zur Legalisierung von Schwangerschaftsabbrüchen in Spanien. Es wurde jedoch lediglich ein Kinderheim in der Nähe von Valencia eröffnet. Ebenso wurde nur eine öffentliche Küche eingerichtet, in der schwangere Frauen eine vollwertige Mahlzeit erhalten konnten. Keines der Projekte wurde weiter verfolgt, nachdem Montseny in Folge der Maiereignisse ihr Amt niederlegen musste. Aus ihren Erfahrungen als Regierungsmitglied zog sie den Schluss, dass über eine Regierung kein tiefgehender sozialer Wandel erreicht werden kann, sondern dass dies nur mit einer libertären Revolution möglich ist.

### Exil und parlamentarische Monarchie

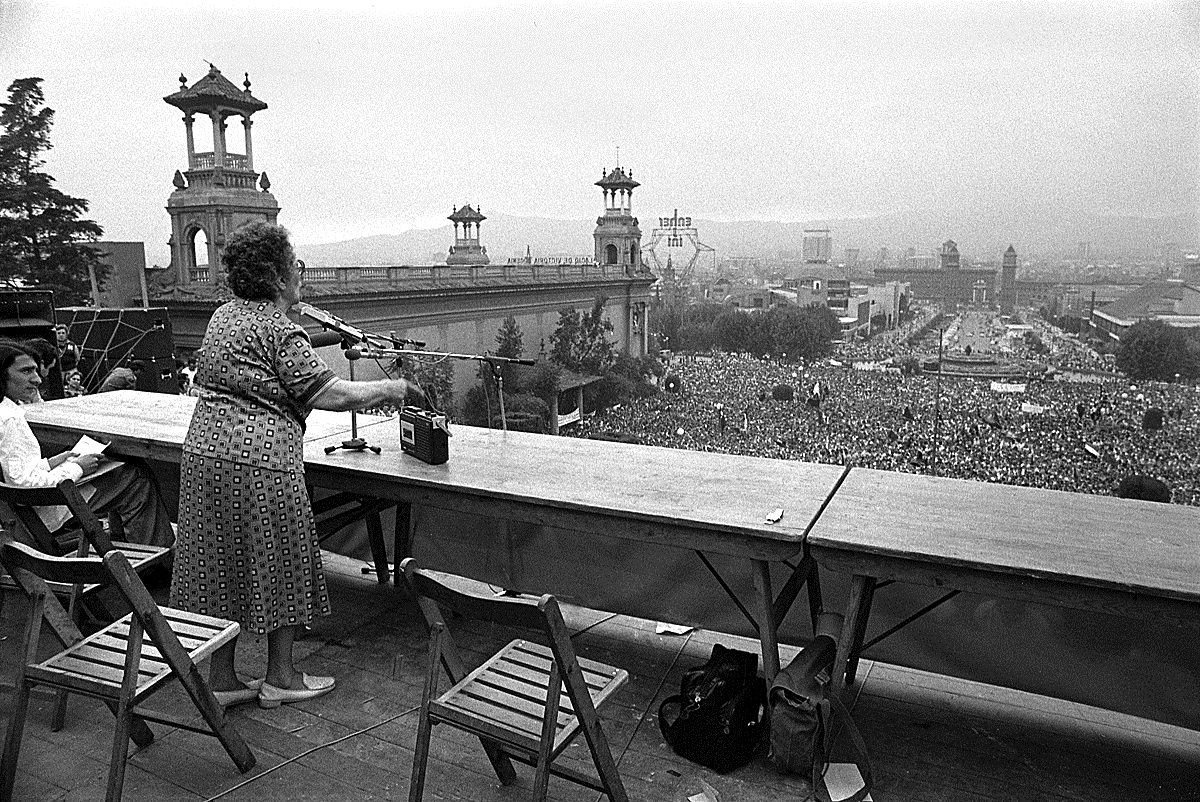
Federica Montseny spricht auf einer Kundgebung der CNT in Barcelona (1977)

Mit tausenden anderen Spaniern ging Montseny nach dem Ende des Bürgerkrieges ins Exil nach Frankreich. Auslieferungsersuchen der Franco-Diktatur wurden von den französischen Behörden abgelehnt. Bis zur Befreiung Frankreichs 1944 stand sie unter staatlicher Bewachung. Anschließend lebte sie in Toulouse und setzte ihre publizistische Tätigkeit fort, u. a. indem sie die Zeitungen CNT und Espoir herausgab.
Nach dem Beginn der Transition in Spanien konnte sie 1977 zurückkehren. In ihrem letzten Lebensabschnitt setzte sie sich für die Rückerstattung des historischen Besitzes der CNT ein, welcher nach dem Ende des Bürgerkrieges konfisziert worden war. Sie engagierte sich gegen den Pakt von Moncloa und die Etablierung der parlamentarischen Monarchie. Federica Montseny starb 1994 im Alter von 88 Jahren.

## Werke

### Novellen und Romane
- Horas Trágicas (1920)
- Amor de un día (1920)
- Ana María (1920)
- El amor nuevo (1920)
- El juego del amor y de la vida (1920)
- La mujer que huía del amor (1920)
- La vida que empieza (1920)
- Los caminos del mundo (1920)
- María Magda (1920)
- Maternidad (1920)
- Vampiresa (1920)
- Florecimiento (1925)
- La victoria (1925)
- Vida nueva (1925)
- ¿Cuál de las tres? (1925)
- Los hijos de la calle (1926)
- El otro amor (1926)
- La última primavera (1926)
- Resurrección (1926)
- El hijo de Clara (1927)
- La hija del verdugo (1927)
- El rescate de la cautiva (1927)
- El amor errante (1927)
- La ruta iluminada (1928)
- El último amor (1928)
- Frente al amor (1929)
- Sol en las cimas (1929)
- El sueño de una noche de verano (1929)
- La infinita sed (1930)
- Sonata patética (1930)
- Pasionaria (1930)
- Tú eres la vida (1930)
- El ocaso de los dioses (1930)
- Aurora roja (1931)
- Cara a la vida (1931)
- El amor que pasa (1931)
- Nocturno de amor (1931)
- Una mujer y dos hombres (1932)
- Amor en venta (1934)
- Nada más que una mujer (1935)
- Vidas sombrías (1935)
- Tres vidas de mujer (1937)
- La indomable (1938)
- Una vida (1940)
- Amor sin mañana
- La rebelión de los siervos
- La sombra del pasado
- Martirio
- Nuestra Señora del Paralelo
- Sinfonía apasionada
- Una historia triste

### Texte zu ethischen und politischen Themen
- La mujer, problema del hombre (1932)
- Heroínas (1935)
- Buenaventura Durruti (1936)
- In Memoriam of Comrade Durruti (1936)
- La voz de la F.A.I. (1936)
- El anarquismo militante y la realidad española (1937)
- La incorporación de las masas populares a la historia: la Commune, primera revolución consciente (1937)
- Internationales ärztliches Bulletin, Prag, 4. Jg. (1937).
  - Heft 2–3 (März–April), S. 21–23: Die Arbeit des Ministeriums für Gesundheit und soziale Fürsorge. Digitalisat
  - Heft 4–5 (Mai–Juni), S. 41–43: Die großen Probleme des spanischen Wiederaufbaues.  Digitalisat
- Anselmo Lorenzo (1938)
- Cien días de la vida de una mujer (1949)
- Jaque a Franco (1949)
- Mujeres en la cárcel (1949)
- El problema de los sexos: matrimonio, unión libre y amor sin convivencia (1950)
- Pasión y muerte de los españoles en Francia (1950)
- María Silva: la libertaria (1951)
- El Éxodo: pasión y muerte de españoles en el exilio (1969)
- Problemas del anarquismo español (1971)
- Crónicas de CNT: 1960–1961 (1974)
- Qué es el anarquismo (1974)
- El éxodo anarquista (1977)
- Cuatro mujeres (1978) Producciones Editoriales. ISBN 84-365-1385-1
- Seis años de mi vida (1978)
- Mis primeros cuarenta años (1987) Ed. Plaza & Janés, 1987. ISBN 84-01-35155-3